# Салихово (Татарстан)
Салихово (тат. Салих) — село в Бавлинском районе Татарстана, входит в состав Салиховского сельского поселения.

## География
Село находится у границы с Оренбургской областью, в 55 км к югу от города Бавлы. В 4 км к северо-востоку от села расположен памятник природы «Салиховская гора» (с 1978 года включает несколько холмов, растянувшихся вдоль берега притока реки Кандыз, площадь 30 га). 
Большую ценность представляет расположенный здесь известковый склон, где можно встретить живые организмы, которые обитают или произрастают только на конкретной территории, а также ряд редких степных растений. Всего в окрестностях горы было обнаружено около 225 видов так называемых высших сосудистых растений, треть из которых представлена на страницах Красной книги Татарстана — катран татарский, вайда ребристая, копеечник крупноцветковый и копеечник Гмелина, рябчик русский и другие.

## История
Основано во второй половине XVIII века. До 1860 годов жители относились к сословию государственных крестьян. Основные занятия жителей в этот период — земледелие и скотоводство. 
В «Списке населённых мест Российской империи», изданном в 1864 году, по сведениям 1859 года, населённый пункт упомянут как казённая деревня Салихова 4-го стана Бугульминского уезда Самарской губернии. Располагалась по левую сторону упразднённого Оренбургского почтового тракта, при речке Суннябаше, в 57 вёрстах от уездного города Бугульмы и в 55 вёрстах от становой квартиры в казённом селе Ефановка (Крым-Сарай, Орловка, Хуторское). В деревне, в 43 дворах проживали 281 человек (127 мужчины и 154 женщин), была мечеть.
В начале XX века в селе располагалось волостное правление, функционировали мечеть, мектеб. В этот период земельный надел сельской общины составлял 1026,8 десятин.
До 1920 года село являлось центром Салиховской волости Бугульминского уезда Самарской губернии. С 1920 года в составе Бугульминского кантона ТАССР. С 10 августа 1930 года в Бавлинском, с 1 февраля 1963 года в Бугульминском, с 12 января 1965 года в Бавлинском районах. Ныне входит в состав Салиховского сельского поселения.
В 1930 году в селе организован колхоз «Яна юл», в 1957 году вошёл в состав совхоза «Бавлинский». Жители работают преимущественно в КФХ, занимаются полеводством, мясо-молочным скотоводством.

## Население
| 1859 | 1889 | 1897 | 1910 | 1920 | 1926 | 1938 | 1958 | 1970 | 1979 | 1989 | 2002 | 2010 | 2015       |
| ---- | ---- | ---- | ---- | ---- | ---- | ---- | ---- | ---- | ---- | ---- | ---- | ---- | ---------- |
| 381  | 533  | 630  | 838  | 872  | 969  | 772  | 551  | 488  | 363  | 212  | 205  | 170  | 137 татары |

## Социальная инфраструктура
В селе действуют библиотека, фельдшерско-акушерский пункт.